# Юзін (Соколовський повіт)
Юзін (пол. Józin) — село в Польщі, у гміні Репки Соколовського повіту Мазовецького воєводства.
Населення — 51 особа (2011).
У 1975-1998 роках село належало до Седлецького воєводства.

## Демографія
Демографічна структура станом на 31 березня 2011 року:
|          | Загалом | Допрацездатний вік | Працездатний вік | Постпрацездатний вік |
| -------- | ------- | ------------------ | ---------------- | -------------------- |
| Чоловіки | 29      | 7                  | 22               | 0                    |
| Жінки    | 22      | 1                  | 15               | 6                    |
| Разом    | 51      | 8                  | 37               | 6                    |